# Antonio Ciseri

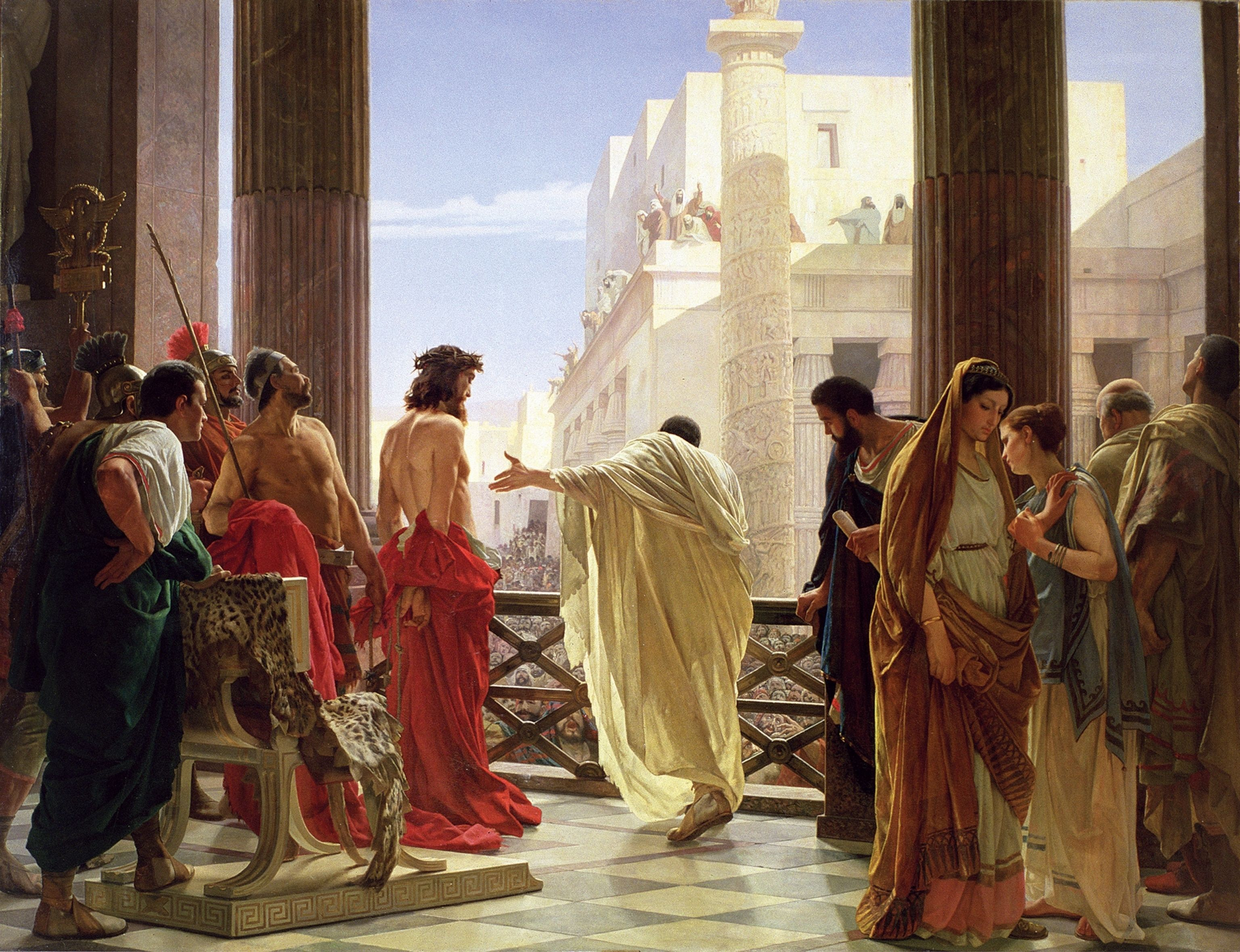
Ecce Homo (Contemplando al hombre), una representación de Poncio Pilato presentando a Jesús de Nazaret azotado ante la gente de Jerusalén.

Antonio Ciseri (Ronco sopra Ascona, Suiza, 25 de octubre de 1821 - Florencia, 8 de marzo de 1891) fue un pintor italiano.
Se formó en Florencia con Niccola Benvenuti. Ejerció una labor docente en la Academia de Florencia, donde fue maestro de Enseñanza Superior. Sus pinturas religiosas son rafaelescas en su esencia, pero su acabado es más cercano al realismo o naturalismo del siglo XIX. Realizó numerosos encargos de iglesias de Italia y Suiza. Ciseri también realizó un gran número de retratos.